# Frellstedt
Frellstedt är en kommun och ort i Landkreis Helmstedt i förbundslandet Niedersachsen i Tyskland.
Kommunen ingår i kommunalförbundet Samtgemeinde Nord-Elm tillsammans med ytterligare fem kommuner.